# Supercoupe arabe de football 1998
Navigation
Supercoupe arabe
1997 Supercoupe arabe
1999
La Supercoupe arabe de football 1998 est la 5e édition de la Supercoupe arabe de football, qui se déroule du 1er au 5 avril 1998 à Tunis. L'équipe égyptienne d'Al Ahly remporte le trophée pour la deuxième fois de son histoire.

## Résultats
| Team            | Pld | W | D | L | GF | GA | GD | Pts |
| --------------- | --- | - | - | - | -- | -- | -- | --- |
| Al Ahly         | 3   | 2 | 1 | 0 | 4  | 0  | +4 | 7   |
| Club africain   | 3   | 1 | 2 | 0 | 4  | 2  | +2 | 5   |
| Al-Shabab Riyad | 3   | 1 | 1 | 1 | 7  | 5  | +2 | 4   |
| MC Oran         | 3   | 0 | 0 | 0 | 3  | 9  | -8 | 0   |

| 1er avril 1998 | Al Ahly | 0 - 0 | Club africain | Stade olympique d'El Menzah |                     |
| 18h GMT        |         |       |               | Diffuseur : Tunis 7         | Diffuseur : Tunis 7 |

| 1er avril 1998 | Al-Shabab Riyad                                                       | 5 - 1   | MC Oran      | Stade olympique d'El Menzah |                     |
| 16h GMT        | Emerson[Qui ?] 8e · Marc Williams 23e 30e · Otaibi 42e · Mehallel 59e | (4 - 0) | Benzerga 77e | Diffuseur : Tunis 7         | Diffuseur : Tunis 7 |

| 3 avril 1998 | Al Ahly             | 2 - 0   | Al-Shabab Riyad | Stade olympique d'El Menzah |                     |
| 16h GMT      | Maher (en) 11e (67) | (1 - 0) |                 | Diffuseur : Tunis 7         | Diffuseur : Tunis 7 |

| 3 avril 1998 | MC Oran | 0 - 2   | Club africain            | Stade olympique d'El Menzah |                     |
| 18h GMT      |         | (1 - 0) | Amrouche 41e · Limam 73e | Diffuseur : Tunis 7         | Diffuseur : Tunis 7 |

| 5 avril 1998, | Al Ahly                                | 2 - 0   | MC Oran | Stade olympique d'El Menzah |                     |
| 13h GMT       | Félix Aboaji 40e · Khashaba 90e (pen.) | (1 - 0) |         | Diffuseur : Tunis 7         | Diffuseur : Tunis 7 |

| 5 avril 1998 | Al-Shabab Riyad                | 2 - 2 | Club africain | Stade olympique d'El Menzah |                     |
| 15h GMT      | Emerson[Qui ?] , Marc Williams |       | Bouzaiene     | Diffuseur : Tunis 7         | Diffuseur : Tunis 7 |

Les équipes participants reçoivent 90 000 dollars, le champion remportant par ailleurs 50 000 dollars, le vice-champion 25 000 dollars, le troisième 15 000 dollars et le quatrième 10 000 dollars.